# Claude Loyola Allgén
Claude Loyola Allgén (* 16. August 1920 in Kalkutta; † 18. September 1990 in Täby) war ein schwedischer Komponist und Bratschist.

## Leben
Allgéns Familie lebte kurzzeitig in Pixbo (1926–1929) und in Göteborg, bevor sie nach Djursholm zog, wo Allgén den Großteil seiner Kindheit verbrachte. Im Alter zwischen 12 und 13 Jahren begann er, Violine zu lernen, wechselte aber bald zur Viola. Mit sechzehn Jahren wurde er in die Königlich Schwedische Musikakademie aufgenommen.
Hier studierte Allgén Kontrapunkt unter Melcher Melchers und Bratsche unter Charles Barke. In den 1940er Jahren war er, neben anderen radikal modernen Komponisten wie Karl-Birger Blomdahl, Sven-Erik Bäck und Hans Leygraf, Mitglied der Montagsgruppe. Allerdings überschätzte Allgén die Wichtigkeit seiner Rolle in der Gruppe. 1941 schloss er sein Studium an der Königlich Schwedischen Musikakademie ab und wollte weiterhin bei Hilding Rosenberg studieren, was aber nicht von seinem Vormund unterstützt wurde.
Nach seiner Konversion zur römisch-katholischen Konfession änderte Allgén 1950 seinen Vornamen zu Claude Johannes Maria, den Namen einiger Heiliger. Er fügte nach seiner Firmung den Namen Loyola hinzu, da Firmlinge sich einen Schutzheiligen aussuchen können; Allgén wählte den Gründer des Jesuitenordens, Ignatius von Loyola.
In den folgenden Jahren ließ Allgén sich in Innsbruck und in den Niederlanden zum Priester ausbilden, empfing aber nie die Priesterweihe. Stattdessen kehrte er nach Schweden zurück, wo er ein ärmliches Leben führte und zeitlebens vom Sozialamt abhängig war, da er keine Einkommensquelle hatte und die Frührente ablehnte. Allgén wird eine exzentrische Persönlichkeit bescheinigt, was teilweise seine soziale Ausgrenzung unter Komponisten verursachte. So wurde er bis 1973 nicht in die schwedische Komponistenvereinigung aufgenommen, wofür teilweise die Anstrengungen seines Kollegen Karl-Erik Welin verantwortlich sind.
Allgén starb in seinem eigenen Haus, nachdem es nachts Feuer gefangen hatte. Da ihm wegen unbezahlter Stromrechnungen kurz zuvor der Strom abgestellt wurde, vermutet man, dass eine ungelöschte Kerze den Hausbrand verursachte. Dieser zerstörte einige Manuskripte, einschließlich seines letzten vollendeten Stückes Horror Vacui für Saxophonquartett, verschonte aber einen großen Schrank voller Jugendwerke, der sich im oberen Stockwerk befand.

## Werk
Mehr als 150 Kompositionen Allgéns sind erhalten, die meisten haben eine Aufführungsdauer von mehr als einer Stunde, ein Streichtrio geht über mehr als zwei Stunden. Ein unvollendetes Violinkonzert umfasst 18 Sätze, wobei jeder davon auf einem von Paganinis 24 Capricci op. 1 für Violine solo beruht. Allgéns gesamtes musikalisches Vermächtnis wurde aufgrund der immensen technischen Anforderungen lange als unspielbar angesehen, obwohl neuere Einschätzungen dieser Ansicht widersprechen. Trotz ihres hohen technischen Anspruchs wurden seit den 1980er Jahren Allgéns Werke vermehrt von Musikern einstudiert.

## Diskografie
- Fantasia – Mats Persson, Piano (November 1998, Alice Musik) OCLC 57592359
- Streichquartett Nr. 2 – Joar Skorpen und Teo William-Olsson, Violine; Fredrik Meuller, Viola; Staffan Cederblom, Violoncello (14. April 2005, Nosag Records CD114) OCLC 75389803
- Piano con Forza: Fyra liturgiska melodier; Et verbum caro factum est; Det gȧr ett tyst och taligt lamm – Mats Persson und Kristine Scholz, Pianos (1998, Phono Suecia PSCD 106) OCLC 873436651 – mit weiteren Werken von Lars Hallnäs, Mats Persson, Bo Nilsson u. a.
- Caelestis urbs Jerusalem – Rilke Ensemblen, Dirigent: Gunnar Eriksson (Juni 2005, Caprice Records) OCLC 76772069 – mit weiteren Werken von Bo Nilsson, Per Nørgård, Eskil Hemberg, Erland von Koch, Nina Åkerblom Nielsen u. a.